# Centriscidae
Famille
La famille des centriscidés (ou Centriscidae) comprend 5 genres de poissons canif et de poissons crevette.

## Position systématique
Les macroramphosidés sont parfois considérés comme une sous-famille des centriscidés.

## Liste des espèces
Selon FishBase (15 octobre 2014) et World Register of Marine Species (15 octobre 2014) :
- genre Aeoliscus Jordan et Starks, 1902
  - Aeoliscus punctulatus (Bianconi, 1855)
  - Aeoliscus strigatus (Günther, 1861)
- genre Centriscops Gill, 1862 
  - Centriscops humerosus (Richardson, 1846)
- genre Centriscus Linnaeus, 1758
  - Centriscus cristatus (De Vis, 1885)
  - Centriscus scutatus Linnaeus, 1758
- genre Macroramphosus Lacepède, 1803 
  - Macroramphosus gracilis (Lowe, 1839)
  - Macroramphosus scolopax (Linnaeus, 1758)
- genre Notopogon Regan, 1914 
  - Notopogon armatus (Sauvage, 1879)
  - Notopogon fernandezianus (Delfin, 1899)
  - Notopogon lilliei Regan, 1914
  - Notopogon macrosolen Barnard, 1925
  - Notopogon xenosoma

ITIS (15 octobre 2014) ne reconnaît que les genres Aeoliscus et Centriscus, et classe les autres parmi les Macroramphosidae, famille non reconnue par WoRMS et FishBase.
Selon Paleobiology Database (16 mars 2019) :
- genre † Aeoliscoides Blot, 1980
  - † Aeoliscoides longirostris de Blainville, 1818
- genre † Paramphisile Blot, 1980
  - † Paramphisile weileri Blot, 1980

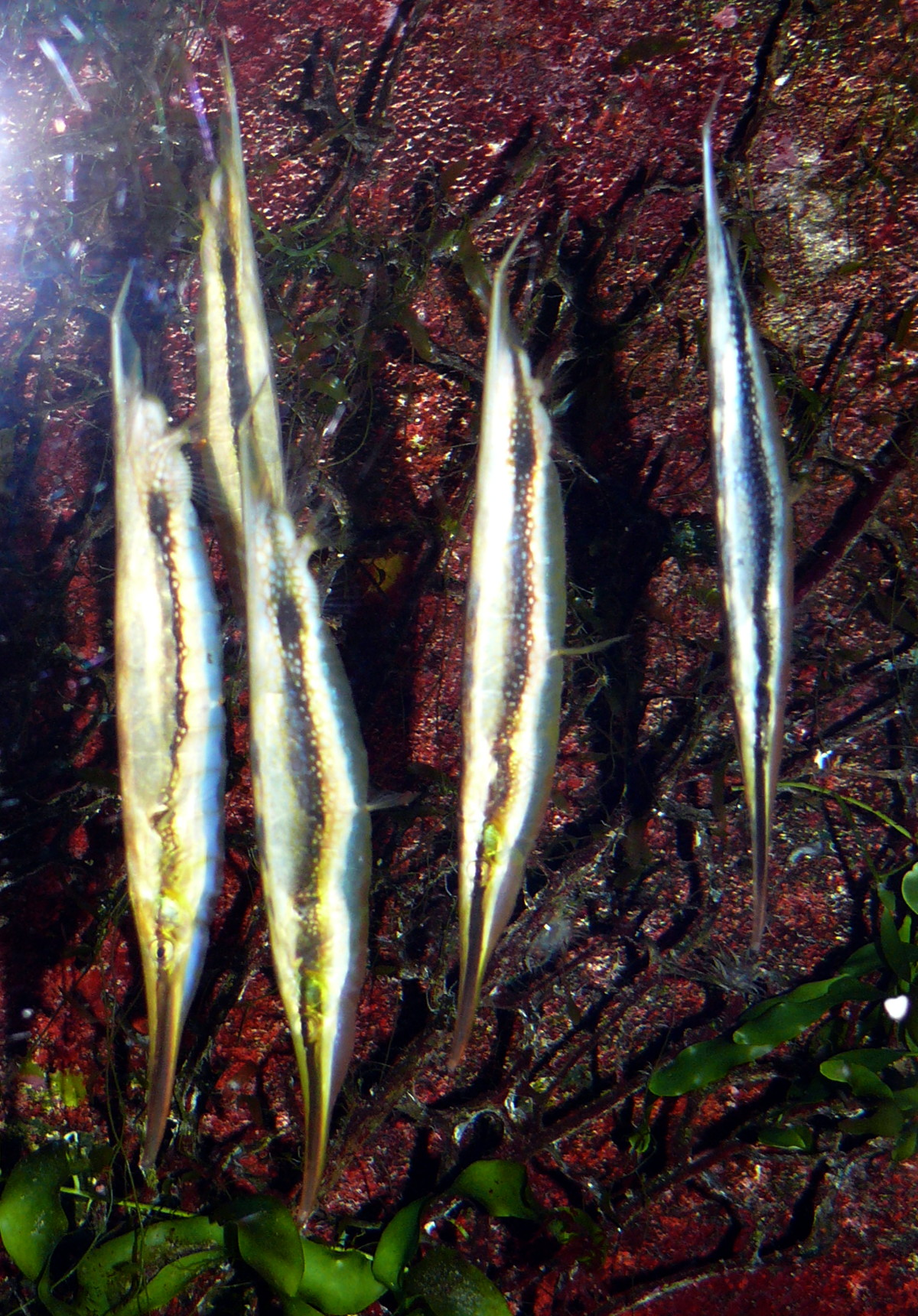
Aeoliscus strigatus
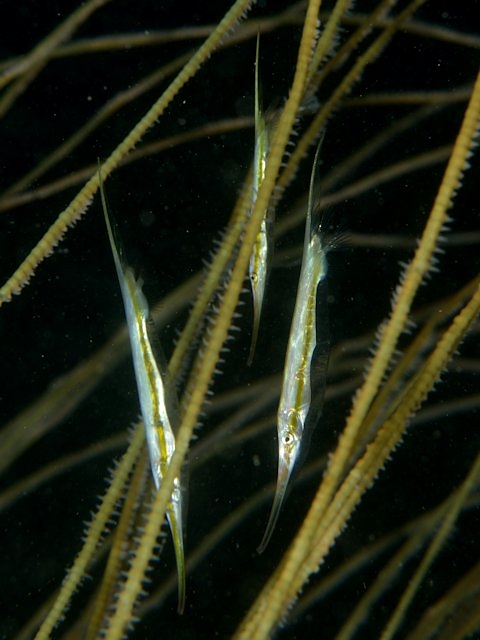
Centriscus scutatus
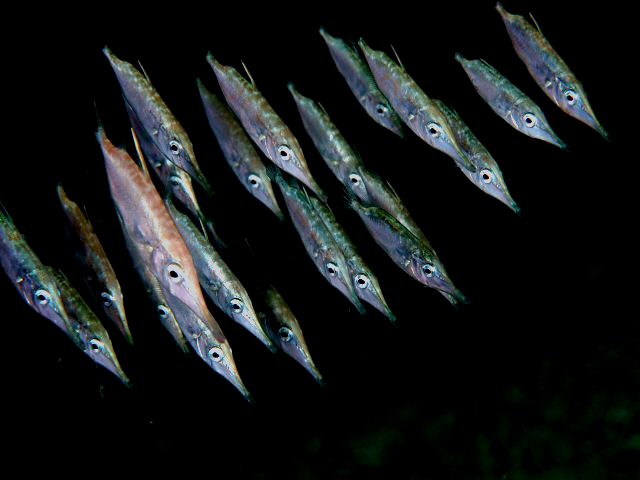
Macroramphosus scolopax